# Ferdinand Jäger (junior)
Ferdinand Jäger   (Dresden, 19 de gener de 1874 - segle XX) fou un cantat de la tessitura de baríton.
Nascut com a fill del cantant Ferdinand Jäger i de la cantant Aurelie Wilczek, Jäger va anar després a l'escola secundària de Viena. Va estudiar enginyeria mecànica durant dos semestres, seguits de quatre semestres de medicina, però va decidir abandonar completament els seus estudis i passar a la carrera escènica. Durant els seus estudis es va convertir en membre de la fraternitat Olympia el 1890. El 1893 va lluitar a Neudörfel amb un duel de pistoles amb l'escriptor Hermann Bahr.
Després d'haver rebut la formació vocal adequada del seu pare i cantar l'assaig davant del director de música general Felix Mottl, va ser contractat per ell al teatre de la cort de Karlsruhe a la tardor de 1897. Va fer representacions com a convidat el 1900 a l'Òpera de la Cort de Viena i al "Wiesbaden Court Theatre" i el 1901 al "Mannheim Court Theatre". Després va treballar com a cantant de concerts, principalment a Viena fins al 1909. Després es va traslladar als Estats Units, on va ser professor de cant a Nova York i Boston. Abans del 1914 va tornar a Europa i va lluitar a la Primera Guerra Mundial com a lloctinent i més tard com a comandant de la companyia al batalló bavarès "Landsturm Landshut", amb qui es trobava als Vosges, entre altres llocs.
Després de la Primera Guerra Mundial va treballar com a cantant d'òpera i concert a Múnic. El 1921 es va traslladar a Viena, on va tenir cura de la seva mare malalta. Es va convertir en secretari a la "Konzerthaus" de Viena i va participar en la comunitat Theodor Streicher. En relació amb una depressió, va perdre la feina el 1942 i va viure amb una petita pensió. Va rebre el suport dels seus amics. Més tard es va traslladar a Hallstatt i després a Goisern, on va viure reclòs i finalment va morir.

## Honors
- Iron Cross 2a classe
- Ordre bavaresa del mèrit militar de 4a classe amb espases